# 피터 거스리 테이트
피터 거스리 테이트(영어: Peter Guthrey Tait, 1831년 4월 28일 ~ 1901년 7월 4일)는 스코틀랜드의 수리물리학자였다. 매듭 이론과 그래프 이론 등의 분야에도 기여했다.

## 같이 보기
- 4색 정리
- 나블라